# Arsenal am Pfaffenteich
Das Arsenal am Pfaffenteich in Schwerin ist ein historisches Gebäude, das unter Denkmalschutz steht. Es ist heute Sitz des Ministeriums für Inneres, Bau und Digitalisierung des Landes Mecklenburg-Vorpommern.

## Geschichte

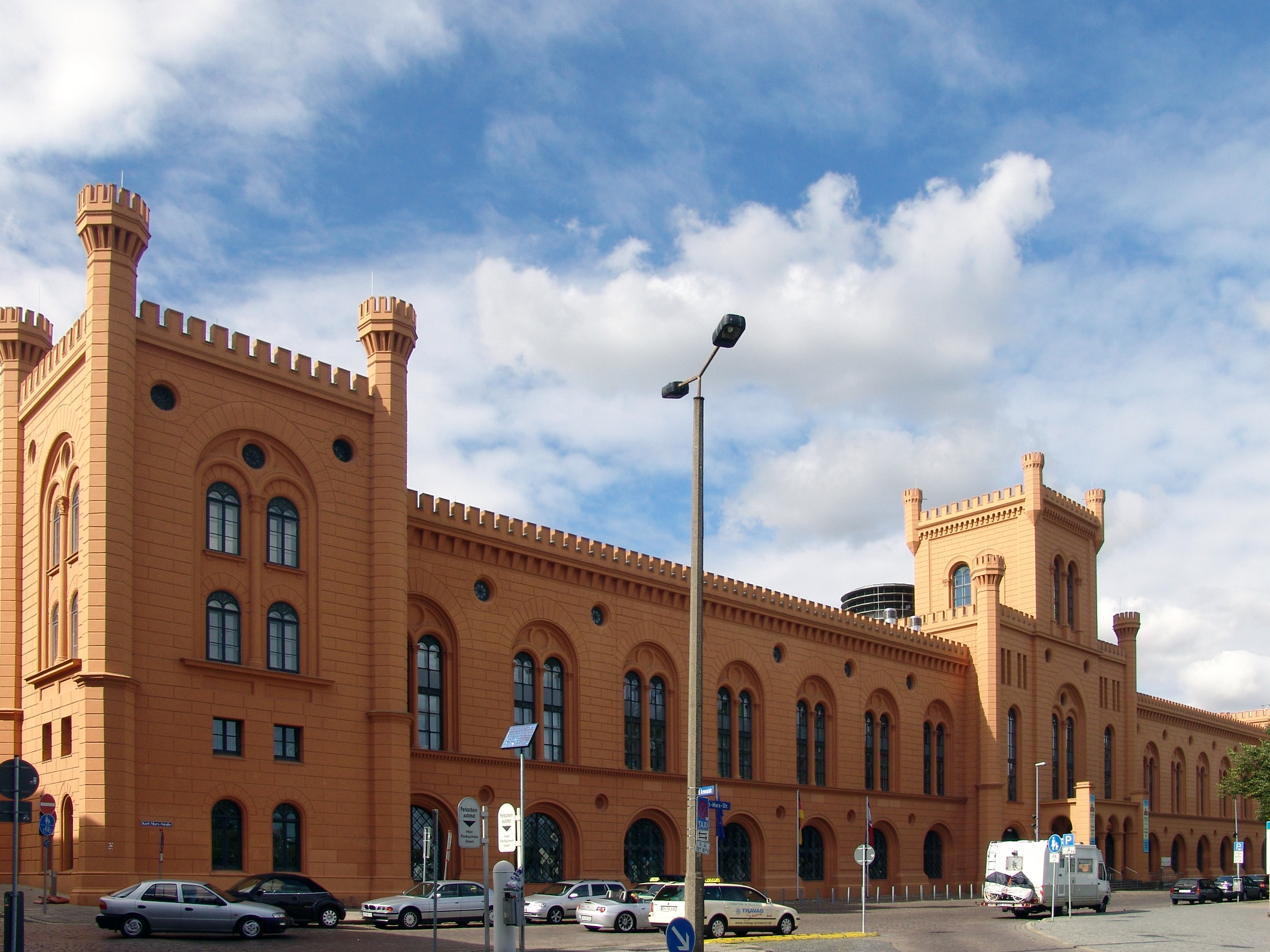
Das Arsenal am Pfaffenteich

Das großherzogliche Zeughaus oder Arsenal wurde von 1840 bis 1844 nach Plänen des Hofbaumeisters Georg Adolf Demmler unter Bauleitung von Hermann Willebrand und Gottlieb Ruge am Südwestufer des Schweriner Pfaffenteichs errichtet. Es gehörte damals zu den größten Bauvorhaben, die Schwerin einen  Residenzcharakter verleihen sollten. Die etwa sechs Millionen Mauer- und Dachsteine wurden von den  Ziegeleien geliefert, die sich auf den Inseln Kaninchenwerder und Ziegelwerder sowie auf dem Schelffeld (Schweriner Stadtteil – Schelfwerder) befanden. Das Bauwerk kostete 134.000 Taler.
Das Arsenal wurde zunächst als Zeughaus und nach dem Ersten Weltkrieg als Polizeikaserne genutzt. Zur Zeit des Dritten Reiches führte es den Namen Adolf-Hitler-Kaserne.

Von 1945 bis Juli 1947 diente es als Unterkunft für Flüchtlinge. Danach war das Gebäude Sitz der Bezirksbehörde der Deutschen Volkspolizei (BDVP).
Seit 1990 ist das Arsenal Sitz des Innenministeriums. Dabei wurde das 1828 erstellte Gebäude Wismarsche Straße 133 (Nutzung als Militärhospital bzw. Garnisonslazarett, ab 1878 Landgericht, ab 1919 Notwohnungen bzw. Volkswohlfahrt, nach um 1948 Kreisgericht) in den Gebäudekomplex einbezogen. Beide Gebäude wurde nach 1991 umgebaut und saniert und erhielten dabei ihre heutige, dem originalen Ockerfarbton aus der Zeit des Baus nachempfundene, Farbe.
Das Bauwerk ist seit 2024 als Teil des Residenzensembles Schwerin UNESCO-Welterbe.